# Ami Perrin
Ami Perrin (* um 1500; † 1561) war ein Genfer Politiker der Reformationszeit. 
Ami Perrin war als Kaufmann ein Angehöriger der Genfer Oberschicht, Sohn von Claude Perrin und Péronette Grand. Er war in erster Ehe verheiratet mit Clauda Emyn, in zweiter Ehe mit Françoise Favre, der Tochter des François Favre. Er stieg in höchste städtische Ämter auf, 1545 als Syndic, 1549 und 1553 als Erster Syndic. Von 1544 bis zu seinem Sturz 1555 war er Generalhauptmann. 
Perrin gehörte 1526 zu den Mitunterzeichnern des Burgrechtsvertrags mit Bern und Freiburg, der Genf die Loslösung von Savoyen und den Aufstieg zur Stadtrepublik ermöglichte. Als Guillaume Farel und Johannes Calvin in einen Konflikt mit dem Stadtrat gerieten, der im April 1538 zu ihrer Ausweisung führte, gehörte Perrin zu ihren öffentlichen Unterstützern. Als Anführer der Guillermins (benannt nach Farels Vornamen Guillaume) setzte er sich für ein souveränes Genf ein, d. h. für mehr Distanz zu Bern. Er wurde damit beauftragt, den in Straßburg lebenden Calvin wieder nach Genf zurückzuholen.
Der Konflikt, der ihn schließlich zu einem ausgesprochenen Gegner Calvins machte, entzündete sich an einer Hochzeitsfeier in der Genfer Oberschicht, bei der am 21. März 1546 zu Tamburinbegleitung getanzt worden war. Nicht alle Beteiligten zeigten vor dem Konsistorium eine zerknirschte Gesinnung, was einen Wutausbruch Calvins zur Folge hatte. Perrin akzeptierte zunächst die verlangte Buße. Dann wurden Angehörige der verschwägerten Familie Favre mehrfach vor das Konsistorium geladen. Françoise Favre, Perrins zweite Ehefrau, trat dabei selbstbewusst auf (in seinen Briefen nannte Calvin sie Penthesilea). Vorübergehend wurde eine Versöhnung erreicht, die 1548 in einem gemeinsamen Essen des Rats mit dem Ehepaar Perrin, Calvin und einem weiteren Pfarrer sichtbar zum Ausdruck kam.
Nachdem die Perrinisten in der Stadtratswahl knapp unterlegen waren, kam es im Mai 1555 zu einem Tumult, die Calvins Parteigängern die Handhabe gab, ihre politischen Gegner auszuschalten. In einem Prozess wegen Landesverrat wurden mehrere ranghohe Genfer, darunter Perrin, zum Tode verurteilt, einige enthauptet – Perrin war rechtzeitig aus Genf geflohen. Er lebte danach im Exil in den von Bern besetzten savoyischen Territorien, wo er auch starb.